# K (sách của Kylie Minogue)
K là một quyển sách ảnh phát hành giới hạn của nghệ sĩ thu âm nhạc pop người Úc Kylie Minogue cùng đạo diễn nghệ thuật của cô William Baker. Sách đã được phát hành cùng ngày với tour lưu diễn thế giới năm 2008 của cô, KylieX2008. Chỉ có 1,000 bản được in, tất cả đều được Minogue và Baker ký tên.
K gồm những tấm ảnh chụp bởi Baker khi Minogue đang trên sân khấu trở lại của Showgirl: The Homecoming Tour năm 2006 đến tour diễn hiện tại KylieX2008. Trong đó, có nhiều tấm ảnh chưa được phát hành. Theo trang web của Minogue, "sách gồm những khoảnh khắc quan trọng và xúc động đến mãnh liệt trong cuộc sống của Kylie, khi cô mạnh mẽ bước từng bước trở lại ánh đèn sân khấu – và sự tiến triển của cô đã được bắt đầu từ đây."
Sách ảnh đã được bán tại những buổi diễn của cô với giá là 250 bảng.